# 格蘭尼特戴爾斯 (亞利桑那州)
格蘭尼特戴爾斯（英語：Granite Dells）是位於美國亞利桑那州亞瓦派縣的一個非建制地區。該地的面積和人口皆未知。

## 地理
格蘭尼特戴爾斯的座標為34°36′21″N 112°24′45″W / 34.60583°N 112.41250°W，而該地的平均海拔高度為1551米（即5089英尺）。